# Remerschen
Remerschen är en liten ort, samt en före detta kommun i sydöstra Luxemburg med 637 invånare (2005), i kommunen Schengen.
Remerschen var en kommun i distriktet Grevenmacher, kantonen Remich, i sydöstligaste Luxemburg. Remerschen kommun bytte 2006 namn till Schengen.